# Богошукання
Богошукання — філософсько-релігійний рух в середовищі російської інтелігенції кінця дев'ятнадцятого — початку двадцятого століття. Представники цього руху — М. Бердяєв, С. Булгаков, Д. Мережковський, З. Гіппіус, М. Мінський, В. Розанов, Д. Філософов та ін. — групувалися головним чином навколо «Релігійно-філософського товариства»; вони видавали журнали «Новий шлях», «Питання життя», «Весы». Основне завдання цього руху було не пошук «нового Бога», а пошук «нових шляхів до Бога». Богошукачі критикували матеріалізм і марксизм за применшення особистісного начала.
Бердяєв у роботі «Нова релігійна свідомість» (1907) висловив деякі ідеї богошукання. Нова релігійна свідомість («неохристиянства») долає нігілізм, «плебейську образу на світ» і «самозакоханий бунт проти Бога». Бердяєв визнає жахи реального світу, але щиро вірить в «трансцендентний результат». Разом з тим, критиці піддаються «звіроподібні християни» — учасники спалення єретиків і погромів. Оновлена релігія боголюдства повинна не «применшувати життя», а «одухотворяти плоть» і «статеве кохання».